# 周婉如
周婉如（1914年—？），女，江苏无锡人，中华人民共和国政治人物，曾任广东省妇女联合会主任，第二、三届全国人大代表。